# Spinnup
Spinnup是一个环球音乐集团旗下的数字音乐发行服务，于2013年在瑞典成立，主要为未与唱片公司签约的音乐人和歌手提供全球数字音乐发行服务，使其音乐作品在Deezer、 Spotify、 iTunes、 Apple Music、 Tidal、Napster、Amazon Music、Google Play等流媒体平台上架。
作为环球音乐旗下的公司，Spinnup的一项主要功能是能够帮助独立音乐人与环球音乐旗下的唱片公司签约。截至2019年6月，已有58位Spinnup上的歌手与环球音乐旗下的唱片公司进行了签约。
2022年10月4日，Spinnup向平台上的艺人发送电子邮件，宣布其服务将于2022年12月1日永久停止，并要求平台上的所有艺人将他们的作品转移到另一个发行服务平台且从Spinnup上下架。

## 历史
Spinnup最初由环球音乐于2013年在瑞士创立。Spinnup对瑞典、丹麦、英国、法国、挪威和德国提供服务，但在全球范围内均可进行音乐发行。
2014年7月，Spinnup开始对英国提供服务，同年，瑞典歌手Albin使用Spinnup发行了歌曲"Din Soldat"，并与环球音乐签约。同月，此歌曲在瑞典排行第一。2014年下半年，瑞典浩室音乐组合Vigiland通过Spinnup获得大量名声，并与环球音乐签约。
使用Spinnup并与环球音乐签约的音乐人还有LOVA、Mavrick和Jireel等。2015年，乐队Model Aeroplanes通过Spinnup与小岛唱片签约，这是第一支通过Spinnup与环球音乐旗下唱片公司签约的英国乐队。自2016年Spinnup在法国推出以来，已有Asakura、ZeGuerreMaes等10位使用Spinnup的音乐人与环球音乐进行了签约。
2016年底，Spinnup在其网站上宣布其已有超过100000位用户。
2017年5月，Spinnup庆祝瑞典音乐人Milwin与环球音乐签约，当时已有58位音乐人于环球音乐进行了签约。
在2019年欧洲歌唱大赛上，马耳他选手Michela演唱了她的歌曲"Chameleon"，该歌曲在Spinnup上发行后，Michela与奥地利环球音乐进行了签约。
2022年12月1日，Spinnup永久停止服务。